# 恤兵監
恤兵監（じゅっぺいかん）陸軍恤兵部の長。監とは日本においては教育総監部に属する職種であったが、恤兵監は陸軍省下におかれた職。
恤兵とは戦地への慰問のことであり、それを大戦中期に政府が主導したがその代理機関としておかれたのが陸軍恤兵部であった。恤兵監はその長として内務省等とも深く通じ、全国規模での恤兵を直接指揮した。